# Fushui (köpinghuvudort i Kina, Hubei Sheng, lat 31,34, long 113,69)
Fushui är en köpinghuvudort i Kina. Den ligger i provinsen Hubei, i den centrala delen av landet, omkring 100 kilometer nordväst om provinshuvudstaden Wuhan. Antalet invånare är 29 112. Befolkningen består av 14 325 kvinnor och 14 787 män. Barn under 15 år utgör 12,0 %, vuxna 15-64 år 75 %, och äldre över 65 år 11,0 %.
Runt Fushui är det tätbefolkat, med 819 invånare per kvadratkilometer. Närmaste större samhälle är Anlu, 8,8 km söder om Fushui. Trakten runt Fushui består till största delen av jordbruksmark.
Genomsnittlig årsnederbörd är 1 301 millimeter. Den regnigaste månaden är juli, med i genomsnitt 192 mm nederbörd, och den torraste är december, med 15 mm nederbörd.